# Stern
Stern je priimek, ki ga je po podatkih Statističnega urada Republike Slovenije na dan 1. januarja 2022 uporabljalo 18 ljudi. Po pogostosti se uvršča na 14.172 mesto. Največ ljudi (10) s tem priimkom živi v podravski statistični regiji.
Priimek je najverjetneje nemško-judovskega ali angleškega izvora. Angleška različica se je uporabljala za ljudi z ostrim karakterjem. Nemška oz. jidiška beseda Stern pomeni 'zvezda'.

## Slovenski nosilci priimka
- Abraham Stern
- Adolf Stern
- Krištof Stern, ljubljanski župan v 16. stoletju

## Tuji nosilci priimka
- Anatol Stern (1899–1968), poljski pesnik, pisatelj in likovni kritik judovsega rodu
- Daniel Stern (* 1957), ameriški igralec
- Gerald Daniel Stern (Gerry Stern) (1925–2022), ameriški pesnik, esejist in profesor
- Günther Anders (rojen Stern,1902–1992), nemški filozof in esejist
- Howard Stern (* 1954), ameriški radijski voditelj in pisatelj
- Isaac Stern (1920–2001), ukrajinsko-ameriški violinist
- Ivo Stern (1889–1961), hrvaški pravnik, pisatelj, novinar, režiser ter radijski voditelj
- Lina Stern (Štern) (1878–1968), ruska biokemičarka judovskega rodu in akademičarka
- Manfred Stern (1896–1954), ruski vojaški vohun judovskega rodu
- Mario Rigoni Stern (1921–2008), italijanski alpinist in pisatelj
- Martin Stern (1917–2001), ameriški arhitekt
- Michael S. Hart (1947–2011), ameriški pisatelj
- Otto Stern (1888–1969), nemški fizik, nobelovec (1943)
- Pavel Stern (1913–1976), bosanski farmakolog
- Robert Stern (* 1939), ameriški arhitekt
- Sandor Stern (* 1936), kanadsko-ameriški režiser
- William Stern (1871–1938), nemški filozof in psiholog